# 宮若市
宮若市（みやわかし）は、福岡県の北九州市と福岡市のほぼ中間に位置する市。筑豊地域（都市計画の圏域では筑豊都市圏）に属する。

## 地理
福岡市から北東へ約35km、北九州市小倉北区から南西へ約35kmの距離である。歴史的に古代から、宗像市との結びつきが強い都市である。また、北九州・福岡両都市圏の通勤通学圏内であり、旧宮田町地域は北九州都市圏の10%都市圏域にあり、旧若宮町地域は福岡都市圏5%圏域である。
市内にはトヨタ自動車九州や自動車関連企業の工場が数多く立地している。製造品出荷額（2014年度）は約7880億円で、北九州工業地帯でも有数の工業都市である。そのため、2014年度（平成26年度）の財政力指数は0.56と筑豊地方の自治体では最も高くなっている。

### 地名

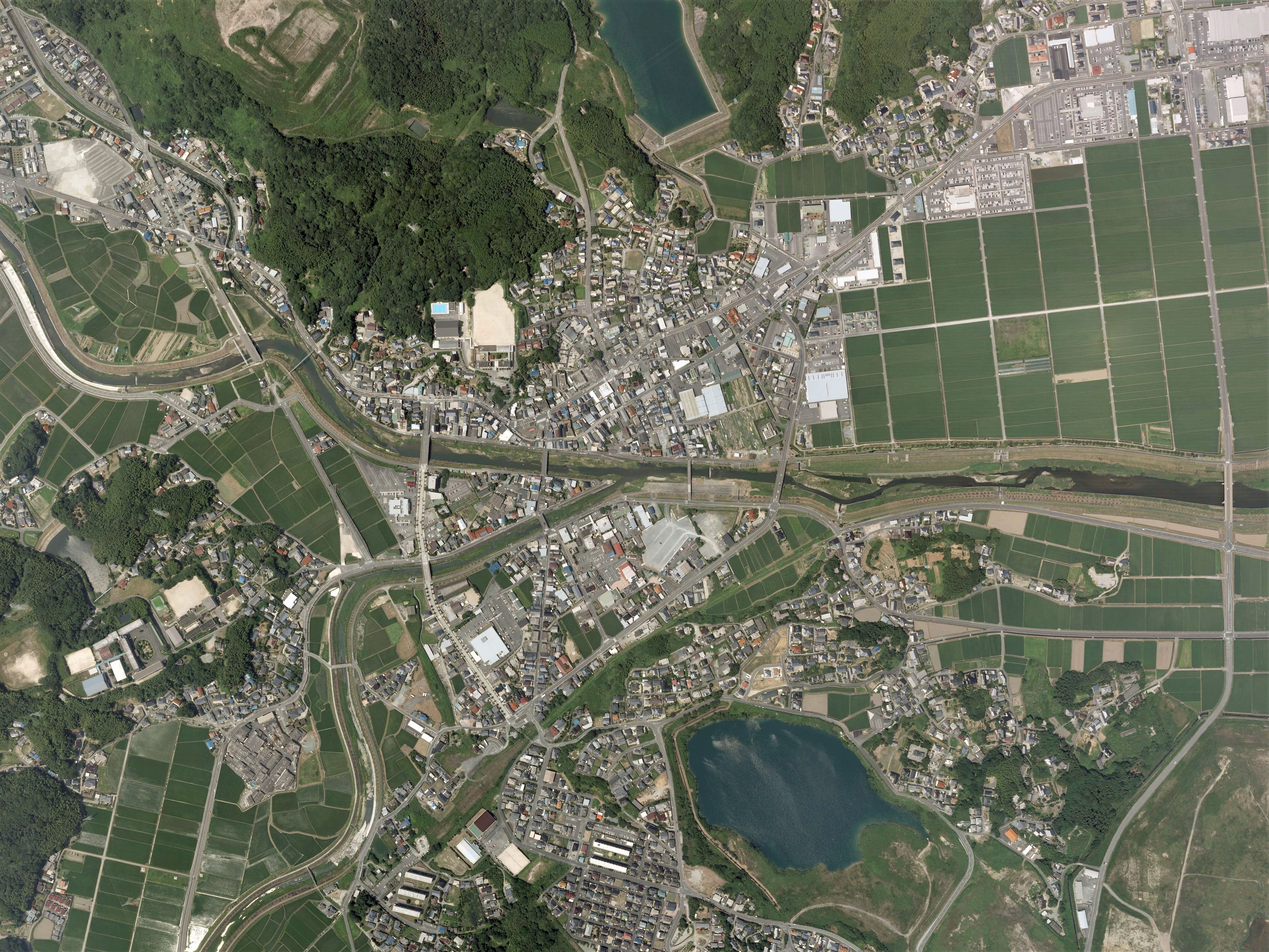
旧宮田地区中心部周辺の空中写真。
2007年7月28日撮影の2枚を合成作成。。

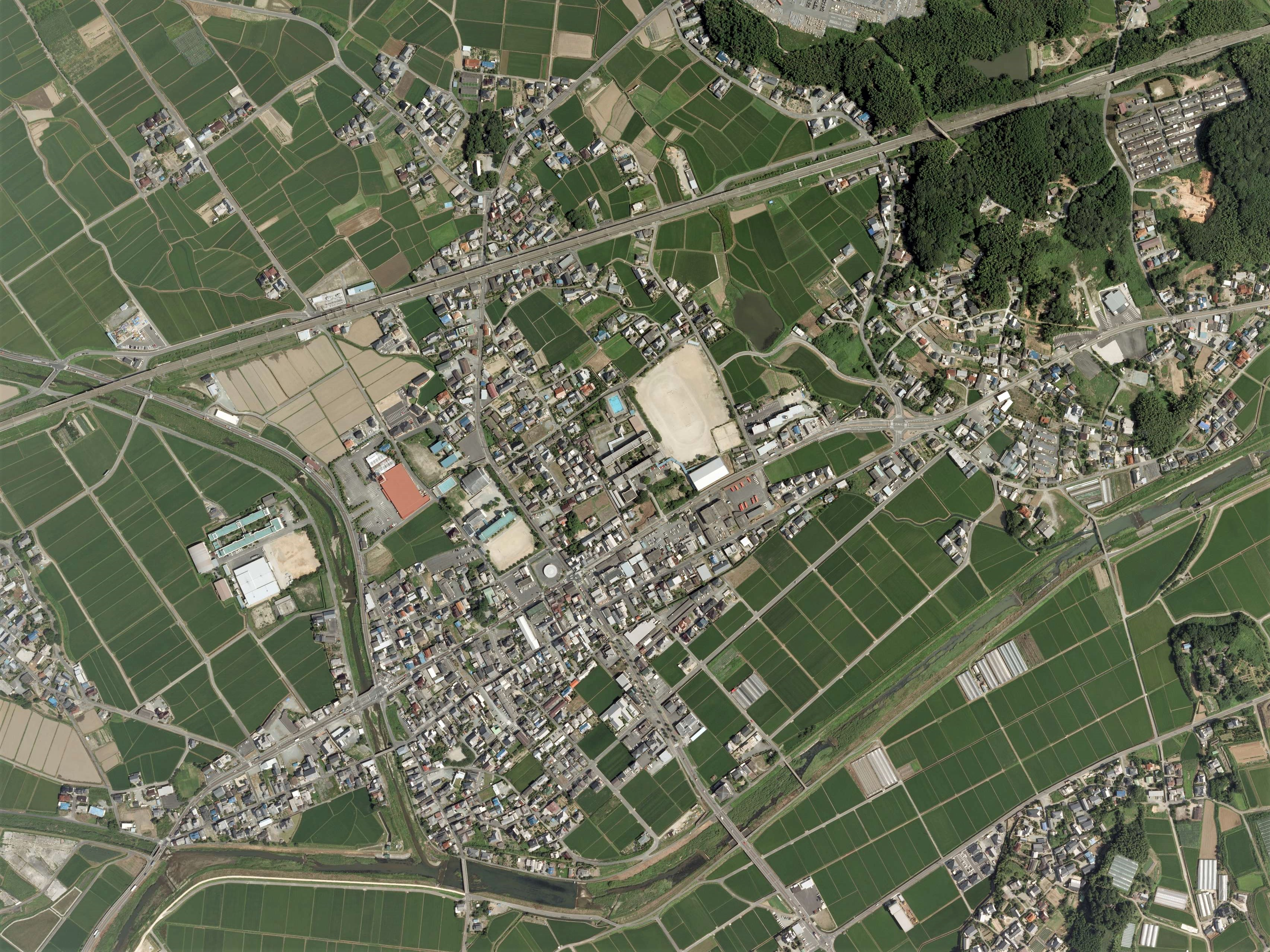
旧若宮地区中心部周辺の空中写真。
2007年7月31日撮影。。

旧宮田町
- 磯光
- 上大隈
- 長井鶴
- 宮田
- 鶴田
- 本城
- 竜徳
- 上有木
- 倉久
- 下有木
- 四郎丸
- 芹田

旧若宮町
- 金生
- 金丸
- 原田
- 福丸
- 水原
- 沼口
- 山口
- 稲光
- 黒丸
- 平
- 高野
- 竹原
- 宮永
- 犬鳴
- 乙野
- 小伏
- 三ヶ畑
- 下
- 縁山畑
- 湯原
- 脇田

### 隣接する自治体
- 直方市
- 飯塚市
- 宗像市
- 古賀市
- 福津市
- 糟屋郡: 篠栗町、久山町
- 鞍手郡: 小竹町、鞍手町

## 歴史

### 古代

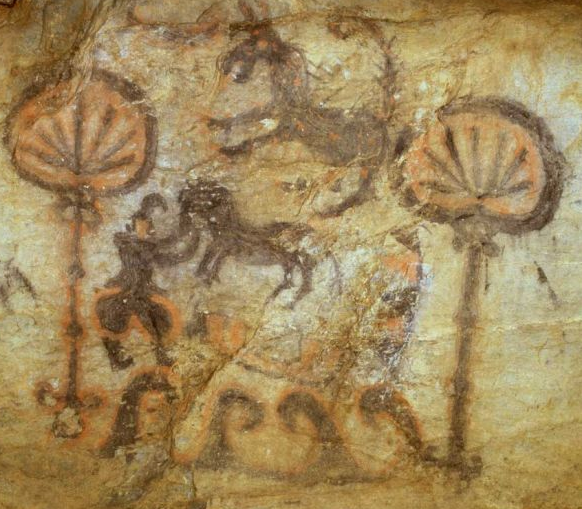
竹原古墳の壁画

- 645年（大化元年） - 大化の改新によって、鞍手郡の西部地域が宗像神領として宗像社に寄進された。また、当時は宗像郡に属し、荒木郷（あらきのさと）が笠松地区、辛家郷（からやのさと）が若宮地区（水原）周辺であったとされる。
- 1221年（承久3年） - 周辺一帯が再び宗像社の神領となり、「神田」と呼ばれるようになる。その後「神田」が「宮田」に転じたとされている。
- 鞍手の地名については古史籍に次のように現れている。（1）『聖徳太子伝』・・・筑前鞍手・・・（2）『聖武天皇紀』・・・広嗣・・・従鞍手道行（3）『延喜式民部式』・・・筑前九郡・・鞍手郡。史跡や古文書などの考察から宮若市大字沼口が鞍手発祥の地とされ、沼口に上小路下小路など条里制に関する地名が数多く残っていることと都市原という地名が残っていることから当時、鞍手郡を統治していた郡衙もこの地に設けられていたと推察されている。

### 近現代
- 2006年（平成18年）2月11日 - 鞍手郡若宮町・宮田町が新設合併し、宮若市となる。
- 2011年（平成23年）3月26日 - 宮田スマートインターチェンジが開通[5]。
- 2021年（令和3年）12月 - 小竹町が始めた排水路ゲート工事の差し止めを求め、福岡地裁直方支部に仮処分を申し立てる。翌年撤回[6]。
- 2023年（令和5年）12月1日 - 百条委員会の設置が議決[7]。

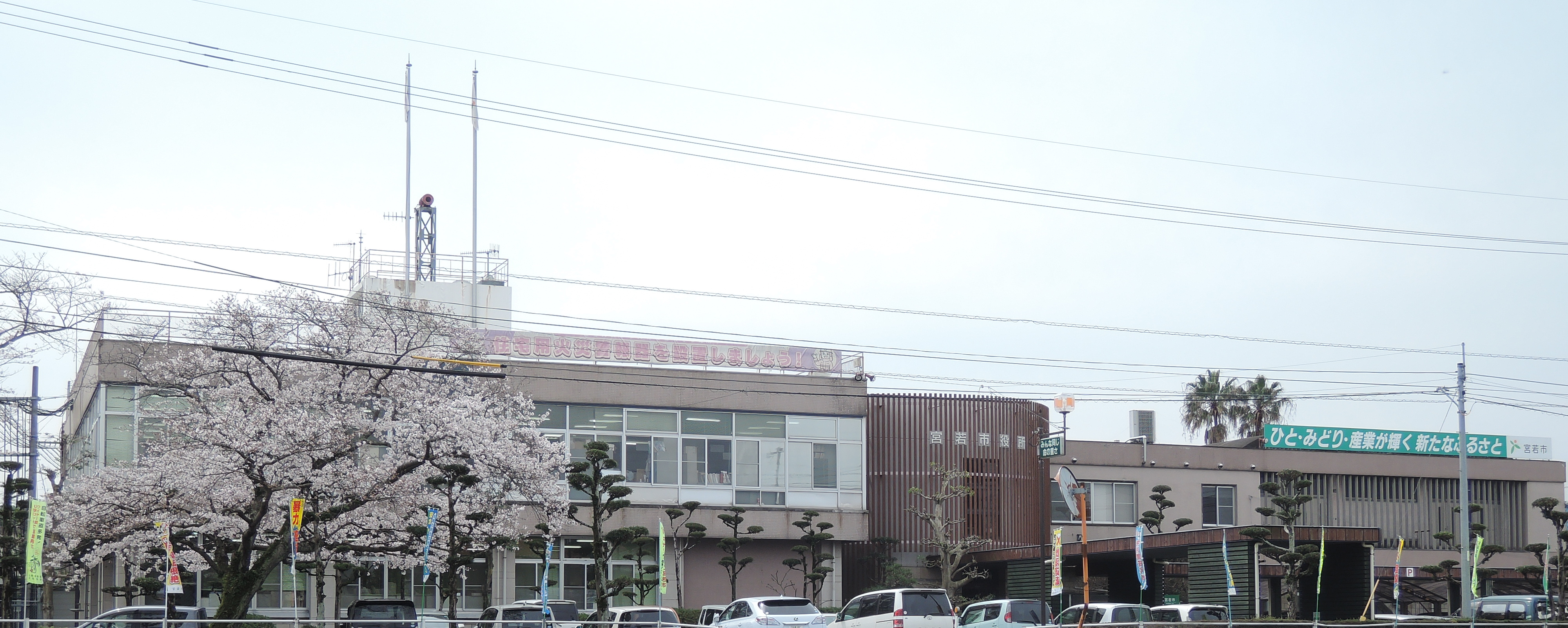
宮若市発足当時の市役所庁舎（旧宮田町役場）。2020年5月7日に建て替え。

### 歴代市長
| 代   | 氏名     | 就任年月日    | 退任年月日    | 備考                   |
| ---- | -------- | ------------- | ------------- | ---------------------- |
|      | 渡邊豊利 | 2006年2月11日 | 2006年3月18日 | 職務執行者・旧宮田町長 |
| 初-4 | 有吉哲信 | 2006年3月19日 | 2022年3月18日 | 旧宮田町教育長         |
| 5    | 塩川秀敏 | 2022年3月19日 | 現職          | 元福岡県議             |

## 行政

### 市長
- 塩川秀敏（1期目）
- 任期：2026年3月18日

### 市議会
- 定数：16人
- 任期：2026年3月18日

### 消防
- 直方・鞍手広域市町村圏事務組合消防本部
  - 宮田消防署
  - 若宮出張所

### 警察
- 福岡県警察直方警察署
  - 宮若警部交番
  - 下有木駐在所
  - 山口駐在所
  - 若宮駐在所
  - 吉川駐在所

## 経済

### 産業

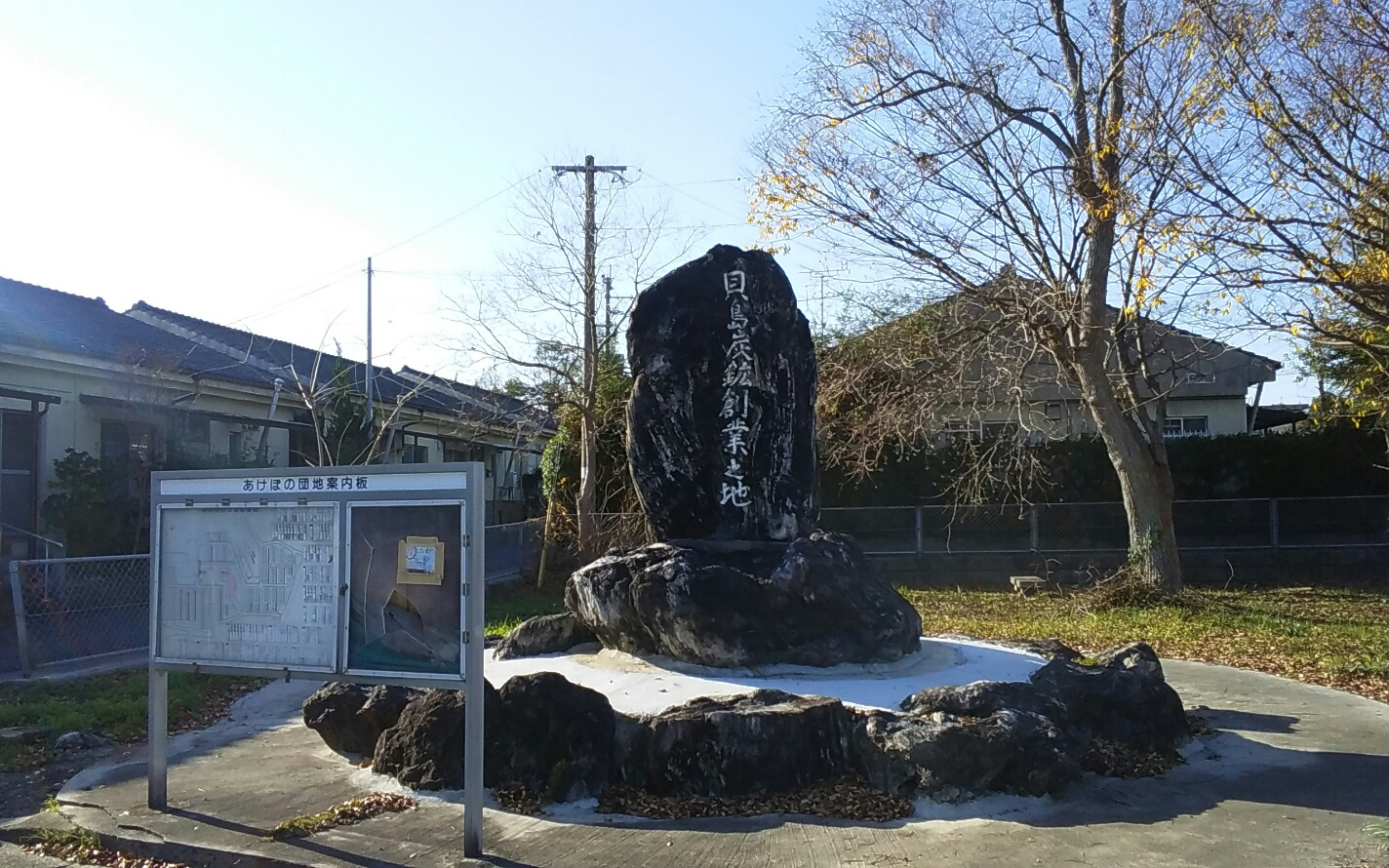
「貝島炭鉱創業之地」の碑

明治時代に石炭の採掘が始まり、旧宮田町にあった筑豊最大の炭鉱、貝島炭砿をはじめとする多くの炭鉱が開発され、炭鉱都市として発展した。しかし、昭和30年代から始まったエネルギー革命の影響を受け、1976年までにすべての炭鉱が閉山した。炭鉱閉山後は、九州自動車道若宮インター近くに工業団地を造成し、新たな産業誘致に取り組んでいる。1992年にはトヨタ自動車九州が生産を開始し、自動車関連企業の進出が続いている。旧若宮町は炭鉱がほとんど存在せず農林業が主産業だった。

### 市内に事業所を置く企業
- トヨタ自動車九州（車両製造:トヨタ自動車子会社）
- トヨタ紡織九州（車両内装部品製造:トヨタ紡織子会社）
- 豊田合成福岡工場（内外装部品、機能部品、セーフティシステム製品）
- トヨテツ福岡（プレス・溶接部品製造:豊田鉄工子会社）
- 九州小島（自動車内外装部品:小島プレス工業関連会社、2017年春操業開始）[9]
- ジェイデバイス（旧:東芝LSIパッケージソリューション福岡事業所）
- 筑豊観光（運送・旅行・サービス・小売・広告・飲食・不動産事業）

## 方言
旧若宮町は主に博多弁と宗像弁に近い筑豊弁が使用され、旧宮田町では北九州弁に近い筑豊弁が使用される。
基本的には、「……ちゃ」「……（し）とうと？」などの筑豊弁が使用されるが北九州市（北九州弁）や宗像市（宗像弁）などが近いため、ニュアンスやイントネーションが似ている言葉がある。

## 地域

### 人口
| |                                        |  |
| 宮若市と全国の年齢別人口分布（2005年） | 宮若市の年齢・男女別人口分布（2005年） |  |
| ■紫色 ― 宮若市 ■緑色 ― 日本全国 | ■青色 ― 男性 ■赤色 ― 女性              |  |
| 宮若市（に相当する地域）の人口の推移 \| 1970年（昭和45年） \| 38,562人 \| \| \| 1975年（昭和50年） \| 35,428人 \| \| \| 1980年（昭和55年） \| 33,670人 \| \| \| 1985年（昭和60年） \| 33,165人 \| \| \| 1990年（平成2年） \| 32,678人 \| \| \| 1995年（平成7年） \| 32,197人 \| \| \| 2000年（平成12年） \| 31,225人 \| \| \| 2005年（平成17年） \| 30,630人 \| \| \| 2010年（平成22年） \| 30,081人 \| \| \| 2015年（平成27年） \| 28,112人 \| \| \| 2020年（令和2年） \| 26,298人 \| \| |                                        |  |
| 総務省統計局 国勢調査より |                                        |  |
| 1970年（昭和45年） | 38,562人                               |  |
| 1975年（昭和50年） | 35,428人                               |  |
| 1980年（昭和55年） | 33,670人                               |  |
| 1985年（昭和60年） | 33,165人                               |  |
| 1990年（平成2年） | 32,678人                               |  |
| 1995年（平成7年） | 32,197人                               |  |
| 2000年（平成12年） | 31,225人                               |  |
| 2005年（平成17年） | 30,630人                               |  |
| 2010年（平成22年） | 30,081人                               |  |
| 2015年（平成27年） | 28,112人                               |  |
| 2020年（令和2年） | 26,298人                               |  |

### 教育

#### 高等学校
- 福岡県立鞍手竜徳高等学校

#### 中学校
- 宮若市立宮若東中学校
- 宮若市立宮若西中学校

#### 小学校
- 宮若市立光陵小学校(旧宮田小、宮田東小)
- 宮若市立宮田北小学校
- 宮若市立宮田南小学校
- 宮若市立宮若西小学校(旧笠松小、若宮小、山口小、若宮西小、吉川小)

## 交通

### 鉄道
市内に鉄道駅はない（山陽新幹線が通っているが市内に駅は設けられていない）。
公共交通で当市内に入る場合、JR筑豊本線（通称・福北ゆたか線）・平成筑豊鉄道伊田線の直方駅からJR九州バス直方線を利用するのが最も利便性が高い。直方線は博多駅から利用することも可能である。他に赤間駅・新飯塚駅・鞍手駅・小竹駅から宮若市乗合バスが利用可能であるが本数は少ない。勝野駅からは徒歩で当市域内に入ることができる（ただし旧宮田町・若宮町中心部からは遠く近隣にバス路線はない）。
現在の市域には1938年まで鞍手軌道が、1989年12月まで宮田線があった。

### バス

#### 高速バス
- 若宮バスストップ（九州自動車道の若宮インターチェンジに併設するバス停留所）
  - 福岡（天神）行き、 北九州（小倉駅・砂津）行きなどの高速バスが停車する。

#### 路線バス（コミュニティバス以外）
- JR九州バス（直方線） - おもに県道福岡直方線を通り直方市・宮若市・久山町・粕屋町・福岡市を結ぶ路線がある。他におもに県道飯塚福間線を通り福津市と宮若市・直方市を結ぶ路線、おもに県道飯塚福間線と宮田小竹線を通り飯塚市と宮若市を結ぶ路線があったが、利用者減による赤字により2019年9月30日をもって廃止し、コミュニティバス（宮若市乗合バス）に転換された。
  - 直方駅（直方市） - 宮田（宮若市） - 福丸（宮若市） - 脇田温泉（宮若市） - 山の神（久山町） - 久山（久山町） - 深井（粕屋町） - 多々良（福岡市東区） - 博多バスターミナル（福岡市博多区）

なお、かつては現在の宮若市域内各地に西鉄バスの路線があったが、直方 - 磯光 - 宮若市役所間の10番系統が2020年9月30日限りで廃止されたことにより西鉄バスの自社運行の一般路線は消滅した。現在宮若市内に発着する西鉄バスは、若宮ICに発着する高速バスと、鞍手町から委託を受け宮若市と鞍手町を結んで運行する鞍手町コミュニティバスみやわか線のみとなっている。

#### コミュニティバス
- 宮若市乗合バス - 宮若市が主体となり運行するコミュニティバス。西鉄バス・JR九州バスの通らない地域を通る。旧宮田町・若宮町内を運行していたJR九州バスの撤退を受け、代替路線として開設した路線が主である。
  - (1)宮田・小竹線（MGタクシー）：JR小竹駅 - 磯光工業団地 - 筑前宮田 - JR宮田 ※予約制
  - (2)日吉線（MGタクシー）：わかみや校・福丸 - 筑前下 - 力丸ダム - 縁山公民館前 ※予約制
  - (3)宮若・宗像線（筑豊観光）：赤間駅南口 - 森林都市 - 猫塚公園 - 若宮IC前 - 福丸
  - (4)宮若・飯塚線（誠心物流）：吉原町 - 新飯塚駅 - 川島 - 鯰田駅 - 幸袋 - 千石峡入口 - 宮田
  - (5)宮田・百合野線（誠心物流）：市役所西口 - 筑前宮田 - 石炭記念館前 - 百合野
- 宮若無料ぐるぐるバス - 誠心物流による運行。旧宮田町域の住宅地や商店を循環する。無料。平日のみ運行。
- 鞍手町コミュニティバス「すまいるバス」 - 鞍手町が運行するコミュニティバス。みやわか線が宮若市と鞍手町中心部を結ぶ。西鉄バス筑豊に委託。
  - みやわか線：宮田（宮若市） - 宮田病院前（宮若市） - 室木（鞍手町） - くらじの郷（鞍手町） - 鞍手車庫（鞍手町） - 中山（鞍手町） - 鞍手駅（鞍手町）

### 道路

#### 高速道路
- 九州自動車道
  - 若宮インターチェンジ
  - 宮田スマートインターチェンジ

#### 主要地方道
- 福岡県道9号室木下有木若宮線
- 福岡県道21号福岡直方線
- 福岡県道30号飯塚福間線
- 福岡県道55号宮田遠賀線
- 福岡県道74号宮田小竹線
- 福岡県道75号若宮玄海線
- 福岡県道87号岡垣宮田線
- 福岡県道92号宗像篠栗線
- 福岡県道98号中間宮田線

#### 一般県道
- 福岡県道428号筑前宮田停車場線（2022年廃止）
- 福岡県道450号八木山若宮線
- 福岡県道461号南良津宮田線
- 福岡県道463号芹田石丸線
- 福岡県道471号八木山公園線

## 名所・観光スポット・祭り

### 史跡

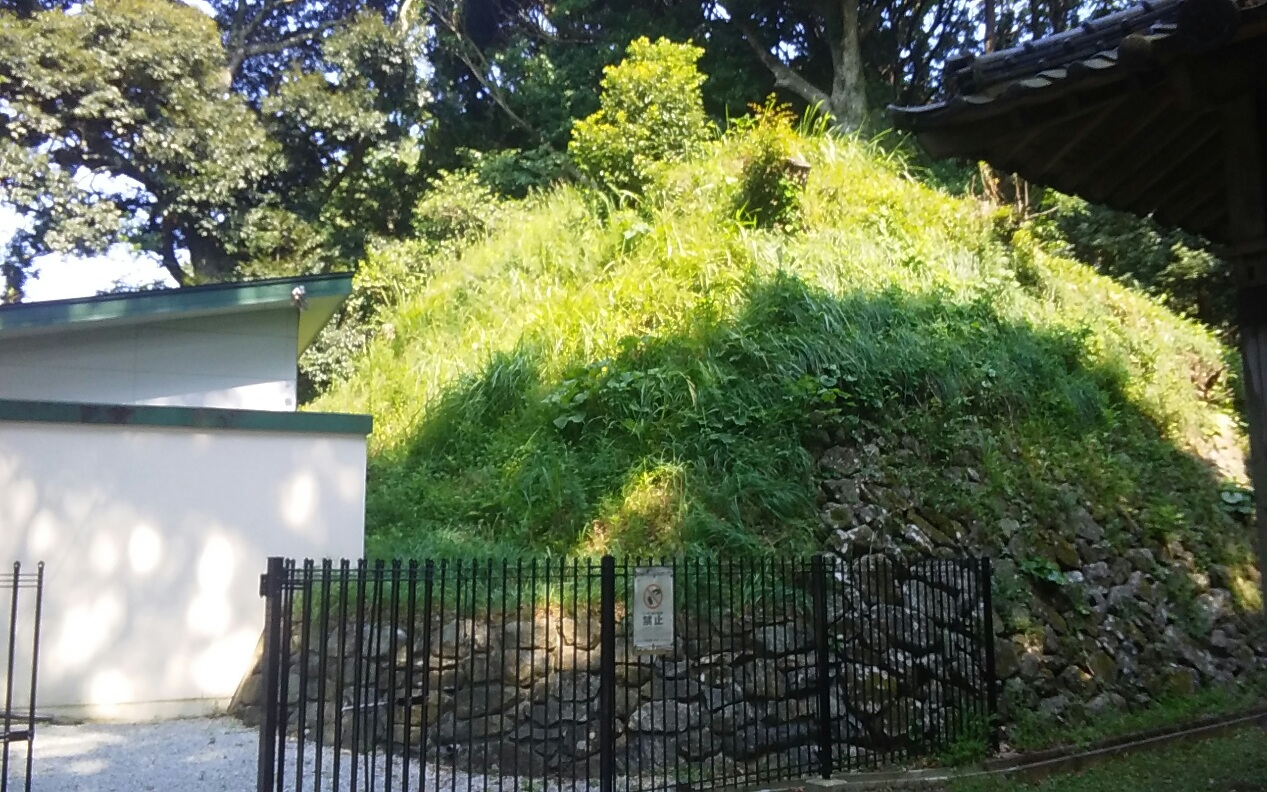
竹原古墳

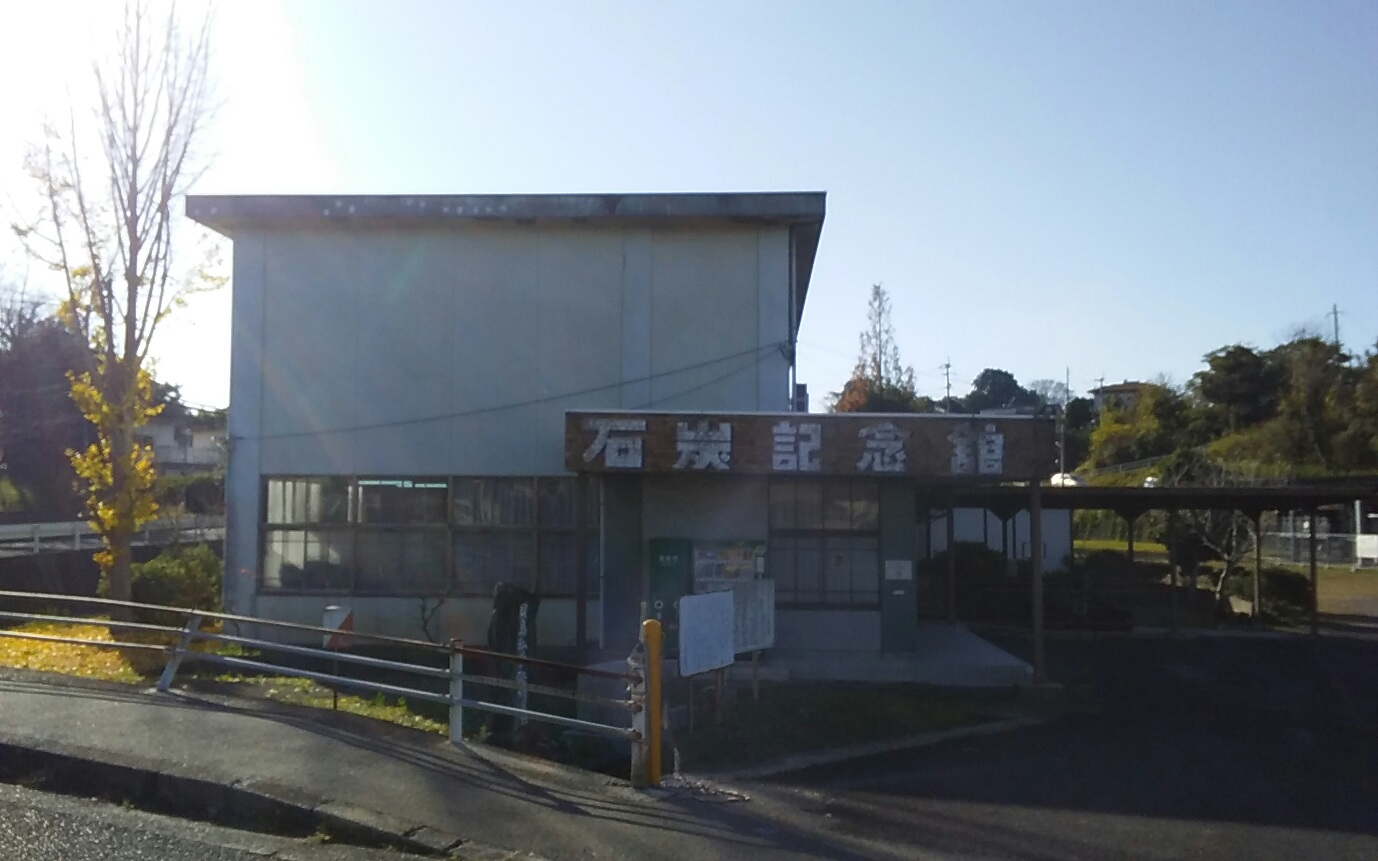
石炭記念館

- 竹原古墳：国指定文化財（史跡）。装飾古墳として有名。
- 宮若市石炭記念館：旧校舎を活かした記念館で貝島炭坑の歴史を紹介。
- 犬鳴山御別館：市指定文化財。福岡藩中老職にあった加藤司書の主導により福岡城が海に面して外敵からの守備に適していないため有事に備えて築いた居館。
- 笠木城跡︰笠置山（標高425m）にあった中世の山城跡。
- 貝島百合野山荘（旧貝島六太郎邸）：非公開
- 福岡藩家老大音家屋敷跡：宮若市大字山口にあって当時の石垣がそのまま残る。
- 高野剣塚古墳：宮若市で最大級の前方後円墳。後円部はほとんど破壊され神社が建立されている。
- 旧犬鳴峠開通記念碑：宮若市側の旧犬鳴トンネル前にある。昭和二十四年（1949）建立。前面には「府縣道・福丸箱崎線開通記念碑」と彫られ、裏面には開通に至るまでの経緯が漢文で彫られている。
- 旧吉川村役場：宮若市大字脇田に旧役場建物と石碑が現存している。
- 太宰府道道標：江戸時代後期作の石製道標で宮若市脇田の県道92号宗像篠栗線沿いに現存している。
- 犬鳴谷高麗人参畑跡：江戸時代中期から幕末にかけて福岡藩が高麗人参を栽培した畑跡。犬鳴谷で栽培された高麗人参は幕府に献上され、御典医の井上交泰院は田沼主殿頭（田沼意次）にその良品ぶりを示したという。

### 寺社

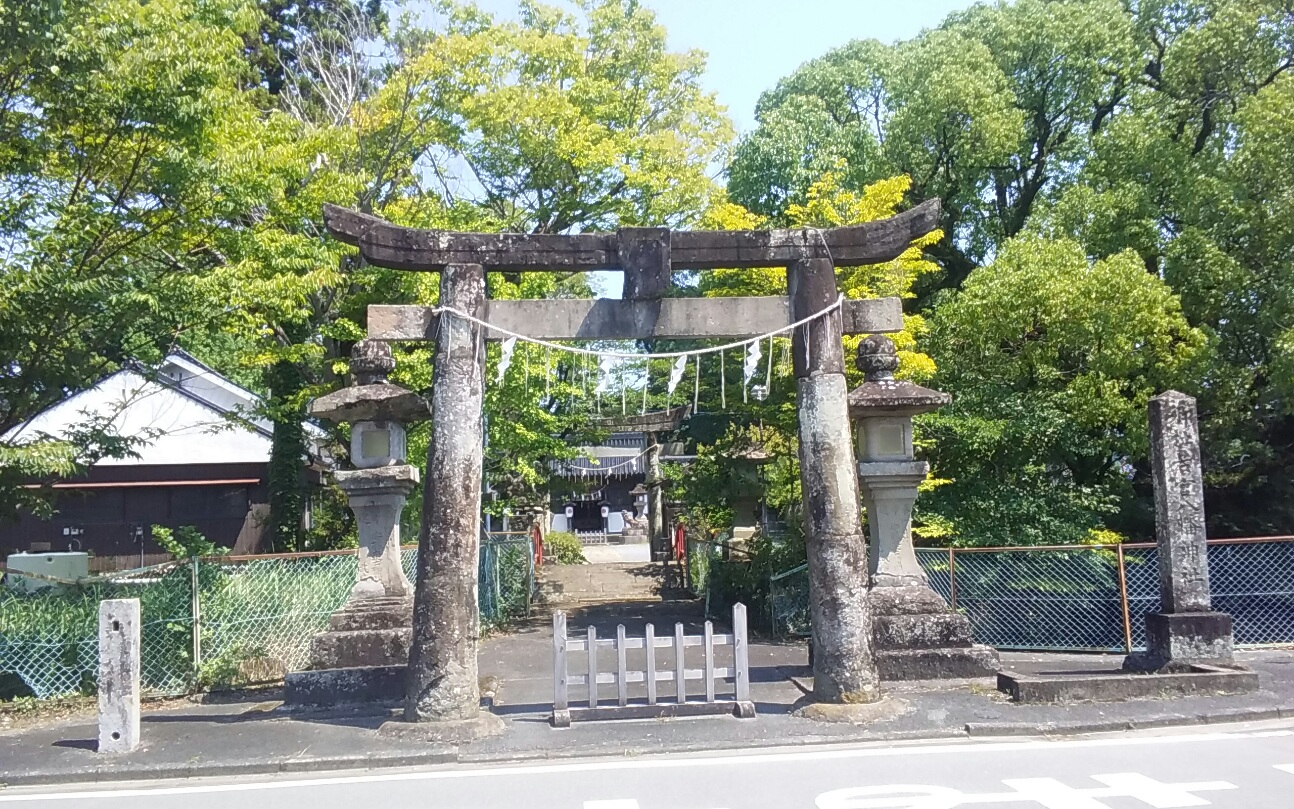
若宮八幡宮

- 若宮八幡宮：旧若宮町の名の由来になった神社。文治三年（1187）京都の左女牛若宮八幡宮から勧請。若宮河内十八村の鎮守。若宮八幡宮にあった正平十一年（1356）銘の梵鐘は福岡市中央区大手門の徳栄寺に移されていたが昭和二十年（1945）六月の福岡大空襲の折に焼失したという。
- 若宮八幡宮宝筺印塔：鎌倉時代後期頃の作と推定される石製小仏塔。
- 平山寺跡宝筺印塔：鎌倉時代後期頃の作と推定される石製小仏塔。
- 霊験寺（釘抜ぎ地蔵尊）：718年に行基が開基したと伝えられる寺。
- 清水寺：奈良時代の天平勝宝二年（750）に行基が建立したと伝えられる真言宗九州教団に属する寺院。標高300mに位置し、若宮盆地を見渡せる。
- 羅漢岩窟（十六羅漢）：岸壁中腹に十六体の羅漢石仏が安置されている。
- 東禅寺：明応八年（1499）創建の曹洞宗寺院。宗像市大穂の宗生寺末。建保三年（1215）銘梵鐘は福岡県で3番目に古く県文化財指定。なお鎌倉時代に福岡県内で鋳造された梵鐘と確認できるものは東禅寺梵鐘と油山天福寺にあったとされる梵鐘（現在は山口県防府市の防府天満宮が所蔵）の2例しかない。山門は名島城の遺構として伝えられる。
- 光明寺：天文六年（1537）創建の浄土宗寺院。黒田孝高の正室櫛橋光の姉妙寿尼の墓所がある。
- 瑞石寺：曹洞宗の寺院。応永元年（1394）創建。大分県国東市の泉福寺末。江戸時代には曹洞宗小本山の格を誇り、宮若市若宮地区・古賀市などに多数の末寺を擁していた。福岡藩主黒田家ともゆかりがある。
- 普光王寺：日陽山（標高170m）に位置する天台宗寺院。本尊は毘沙門天。
- 木造如来坐像：平安時代後期の作で県文化財指定。
- 清水寺十一面観音坐像：嘉禎元年（1238）造像、県文化財指定。
- 法蓮寺経筒付法華経（伝、都市八幡宮出土）：保元二年（1158）銘、県文化財指定。経筒に納められていた法華経の一部は完全な形で保存されている。
- 日吉山王宮：天曆三年（949）、近江国日枝坂本大宮（滋賀県大津市坂本の日吉神社）から勧請。吉川河内六村の鎮守。日吉山王宮は福岡藩「黒田家三代（光之・綱政・斉清）氏土神」と呼ばれ、藩主の社参も行われて、その信仰が特に厚かったという。明治十六年（1883）に奉納された神戸港図絵馬は市文化財指定。
- 宮永八幡宮神像5体：平安時代後期の作で市文化財指定。
- 極楽寺：開基年代は不明。浄土宗第ニ祖の鎮西上人が大蔵道場として開基したと伝えられる。江戸時代には浄土宗小本山の格を誇り、宮若市・北九州市八幡西区・遠賀郡・直方市・鞍手町などに多数の末寺を擁していた。山門は名島城の遺構として伝えられている。宗像市大穂の宗生寺山門と宮若市の東禅寺山門も名島城の遺構として伝えられているが、この3寺院の山門は建築様式が非常に似ている。
- 円通院：天文二十二年（1553）宗像大宮司家騒動により殺害されたお弁の方（戒名・円通院花屋貞顔禅定尼）と千代松丸（戒名・林昌院春幻智生禅童子）の菩提を弔うために建立された曹洞宗寺院。宗像市大穂の宗生寺末。日清戦争の時、密偵として活躍し処刑された山崎羔三郎の墓がある。円通院は山口地区を中心に4500石を領していた福岡藩上席家老大音家の菩提所で、本堂内には大音家代々の位牌が安置してある。
- 乙野天満宮：福岡県で屈指の古さを誇る天満宮。貞元二年（977）の創建で当初は石祠であったのを仁安三年（1168）に神殿を造築した。小社であるが境内は清掃が行き届き清々しい。
- 黒水宮：寛平五年（893）創建の古社。黒水宮境内一帯は円墳との説がある。

### 温泉・自然

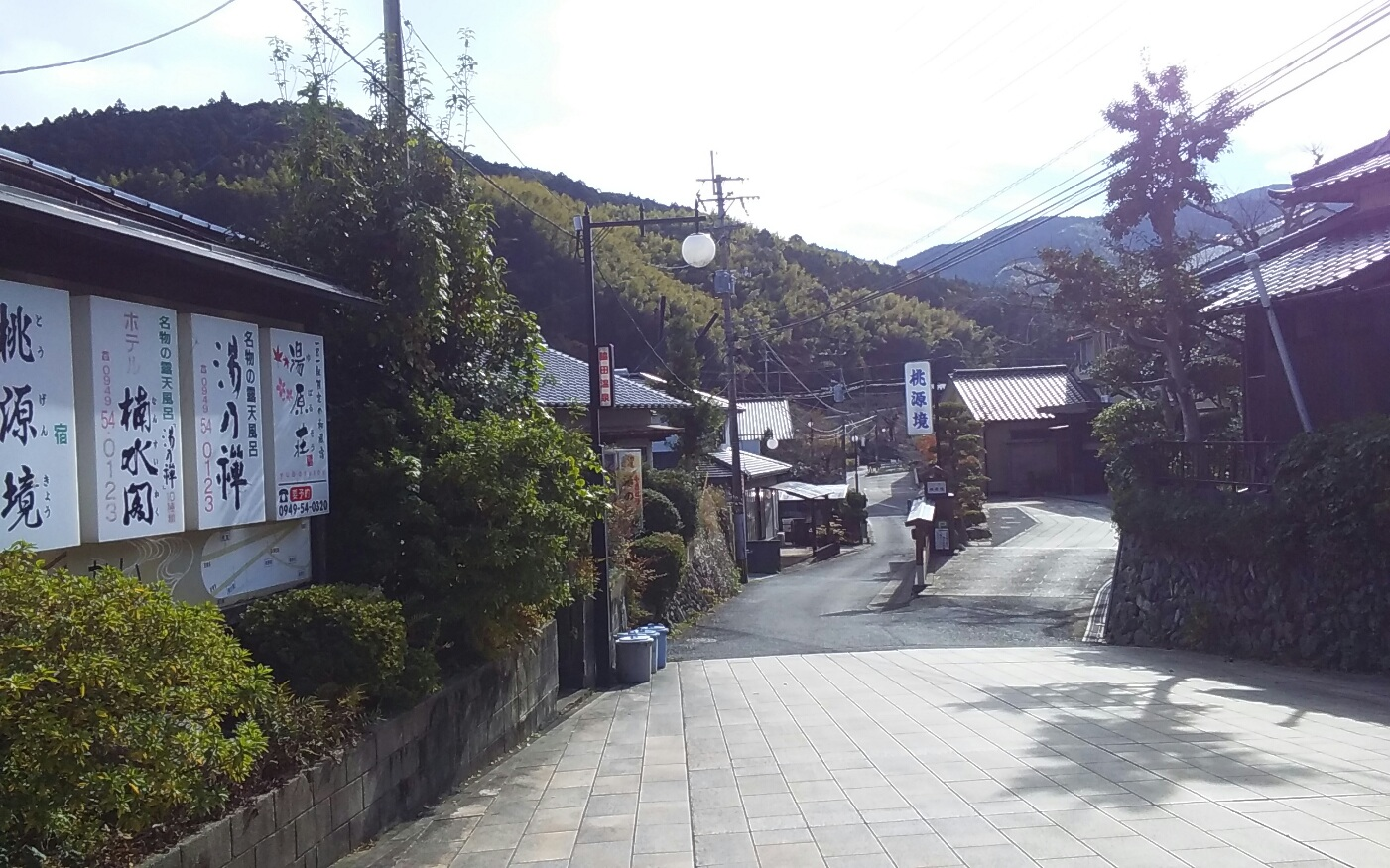
脇田温泉

- 脇田温泉：奈良時代から続く歴史がある温泉。2軒の温泉どころがある。
- 所田温泉：宮若市社会福祉センター。
- 西山（鮎坂山）：標高644.6mの山。
- 権現山（新立山）：標高325.7mの山。
- 犬鳴山（熊ヶ城）：標高583mの山。
- 牟田ヶ尾山：標高624mの山。
- 鉾立山：標高663mの山。
- 菅岳：標高682mの山。
- 磯辺山：標高286mの山。
- 楽水之径：脇田温泉付近の犬鳴川を整備した遊歩道。夏には川遊びスポットにもなる。
- 犬鳴ダム親水公園：犬鳴ダム近くにある親水公園。福岡藩犬鳴勘定所跡。
- いこいの里 千石：千石峡に整備されたキャンプ場。
- 馬口キャンプ場：西山の麓の畑地区にあるキャンプ場。
- 有木公園：1万2000株以上のヤマツツジを植栽。
- キツネノカミソリ群生地：キツネノカミソリはヒガンバナ科の日本在来植物で7月中旬〜8月初旬頃にかけて開花する。福岡県絶滅危惧種に指定。資料などによると福岡県内でキツネノカミソリの自生はほとんど確認されていないらしい。近縁種のオオキツネノカミソリは県内各所で自生が確認されている。
- オニグルミ自生地：樹齢80年ほどの大木、宮若市および近郊では非常に珍しい。
- キエビネ群落地：かつてキエビネは犬鳴山系のいたる所で見られたが、現在は乱獲またはシカの食害などにより、ほとんど見ることはできない。群落地のキエビネは初夏頃開花し見事であるが、付近の農家が厳重に管理している。
- ホウチャクソウおよびチゴユリ群落地：ホウチャクソウとチゴユリも犬鳴山系のいたるところでふつうに見られたが、園芸用採取・環境の変化・シカの食害などにより、最近ではほとんど見ることができなくなった。群落地のホウチャクソウとチゴユリは５月初旬頃が花の見頃である。
- 清水寺大銀杏：樹齢700年と推定される大銀杏。幕末の山崩れにより半分ほど埋まっているという。

### 農産物直売所
- 宮若文化村 河童福祉の里：地元の農産物や特産品を販売する直売所。
- ドリームホープ若宮：地元の農産物や特産品を販売する直売所。

### 特産品

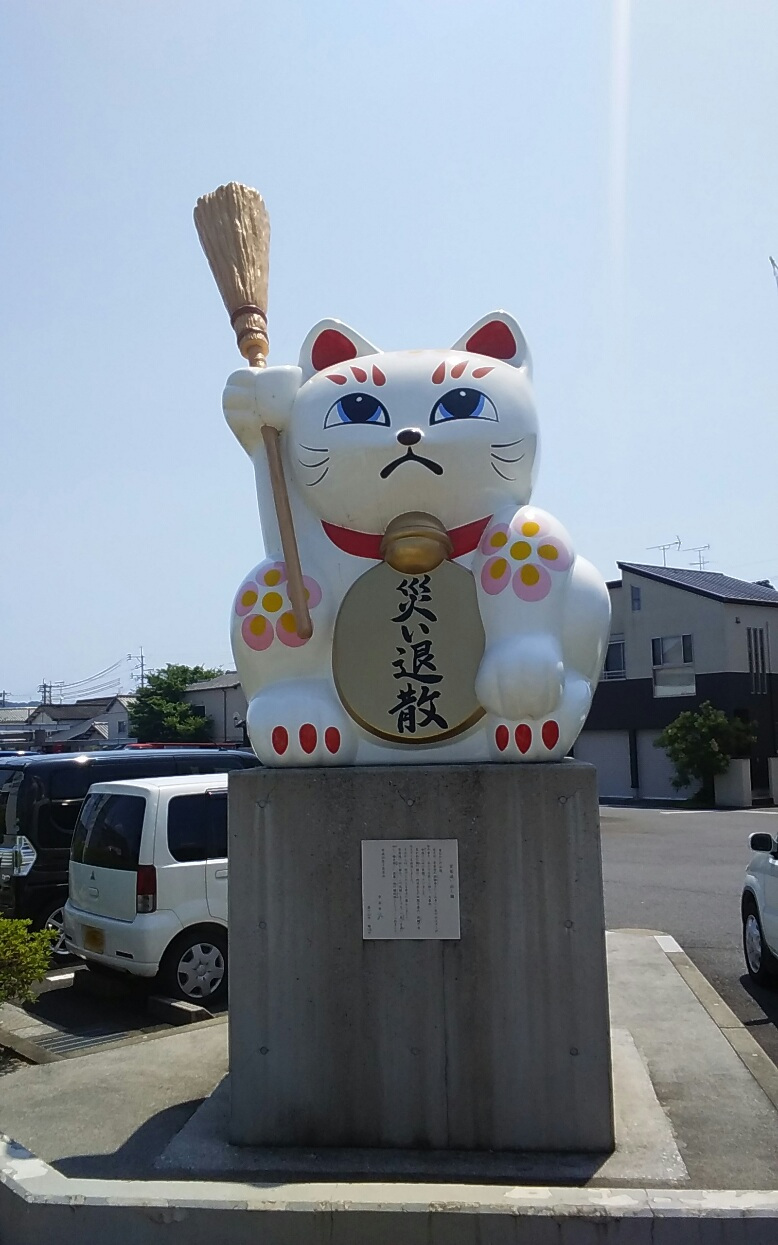
若宮コミュニティセンター前にある追い出し猫の像

- 追い出し猫：猫塚伝説にちなんだ縁起物。
- 米焼酎「若造」
- 若宮みそ
- トルコキキョウ

### 祭り
- 12月～1月：日本一の大門松祭
- 6月：宮若ほたる祭
- 7月：宮若市納涼花火大会
- 10月：若宮八幡宮放生会大祭大名行列（偶数年）

※詳しくは宮若市観光協会ホームページを参照されたい。

## 出身有名人
- 山近剛太郎（炭鉱技術者・洋画家）（旧・宮田町出身）
- 高山倫明（言語学者）（旧・宮田町出身）
- リリー・フランキー（イラストレーター・作家）（旧・宮田町出身）
- 井上誠吾（脚本家）（旧・宮田町出身）
- 前田俊彦（旧・延永村長）（旧・宮田町出身）
- KENZO（ダンサー・DA PUMPメンバー）（旧・宮田町出身）
- 神谷大輔（俳優）（旧・若宮町出身）
- 開月勘太郎（元大相撲力士）（旧・若宮町出身）
- 武内伸（ラーメン評論家・日本ラーメン協会元副理事長）
- 尾崎里紗（日本テレビ→フリーアナウンサー）
- 中村尚儁（漫画家）
- 奥田健治（ギタリスト）
- SHiNTA（作曲家）
- 篠崎豊彦（戦前の衆議院議員）（旧吉川村犬鳴出身）
- 緑山のぶひろ（漫画家）
- 植野メグル（漫画家）
- イクタケマコト（イラストレーター）